# Rosa (Alabama)
Rosa è un comune degli Stati Uniti d'America situato nella contea di Blount dello Stato dell'Alabama.